# SUNSHINE (EXILEの曲)
「SUNSHINE」（サンシャイン）は、EXILEの楽曲である。2020年12月16日にrhythm zoneから通算50作目のシングルとして発売された。

## 概要
前作『愛のために 〜for love, for a child〜』から11カ月でのシングル。同年11月2日をもってグループの活動から退いたATSUSHIを含む15人体制では最後のシングル。「CD+2DVD」(豪華盤)、「CD+2Blu-ray」(豪華盤)、「CD+DVD」(MV盤)、「CD+Blu-ray」(MV盤)、「CD」の5形態(スマプラ対応)での発売。豪華盤の初回仕様は三方背＋デジパック仕様のほか、120ページにわたるフォトブックが封入されている。MV盤の初回盤はスリーブケース仕様となっている。
CDには、表題曲を含む全3曲を収録。映像Discには、表題曲のミュージックビデオを収録。豪華盤の映像Discには、新型コロナウイルス感染拡大防止のため開演直前に中止となった同年2月26日「EXILE PERFECT LIVE 2001→2020」京セラドーム公演最終日の前日2月25日セミファイナル公演でATSUSHI勇退前最後のライブ映像（約120分）を収録。
表題曲は、同年11月3日に先行配信された。ミュージックビデオは、2001年のデビュー以降、ATSUSHIの約20年の活動の軌跡を描いたのライブ映像やオフショット映像で構成されている。
「約束 〜promises〜」のレコーディングムービーは2020年12月11日にYouTubeで公開。

## 収録曲

### CD
1. SUNSHINE （VOCAL：ATSUSHI、TAKAHIRO、NESMITH、SHOKICHI）
作詞：michico / 作曲：T.Kura, michico
2. 約束 〜promises〜（VOCAL：ATSUSHI、TAKAHIRO）
作詞：ATSUSHI/ 作曲：ATSUSHI, POCHI
3. Rising Sun -2020- （VOCAL：ATSUSHI、TAKAHIRO）
作詞：ATSUSHI / 作曲：Didrik Thott, Sebastian Thott, Johan Becker, Sharon Vaughn
4. SUNSHINE (Instrumental)
5. 約束 ～promises～ (Instrumental)
6. Rising Sun -2020- (Instrumental)

### 映像DISC
- SUNSHINE (Music Video)

### 映像DISC (豪華盤のみに収録)
- EXILE PERFECT LIVE 2001→2020（2020.2.25 京セラドーム）

1. 愛のために 〜for love, for a child〜
2. Choo Choo TRAIN
3. VICTORY
4. I Wish For You
5. ALL NIGHT LONG
6. PARTY ALL NIGHT 〜STAR OF WISH〜
7. DANCE INTO FANTASY
8. SUPER SHINE
9. 時の描片 〜トキノカケラ〜
10. Lovers Again
11. Ti Amo
12. THE GATE / SAMURIZE from EXILE TRIBE
13. PERFECT PERFOMERS ANTHEM
14. Route 66 / EXILE THE SECOND
15. SUPER FLY / EXILE THE SECOND
16. YEAH!! YEAH!! YEAH!! / EXILE THE SECOND
17. 瞬間エターナル/ EXILE THE SECOND
18. Rising Sun 2020
19. NEW HORIZON
20. EXILE PRIDE 〜こんな世界を愛するため〜
21. WON'T BE LONG
22. Ki・mi・ni・mu・chu
23. 銀河鉄道999
-ENCORE-
24. Heads or Tails
25. 24karats GOLD SOUL
26. 愛すべき未来へ